# Arbrå Kassaskåpsfabrik

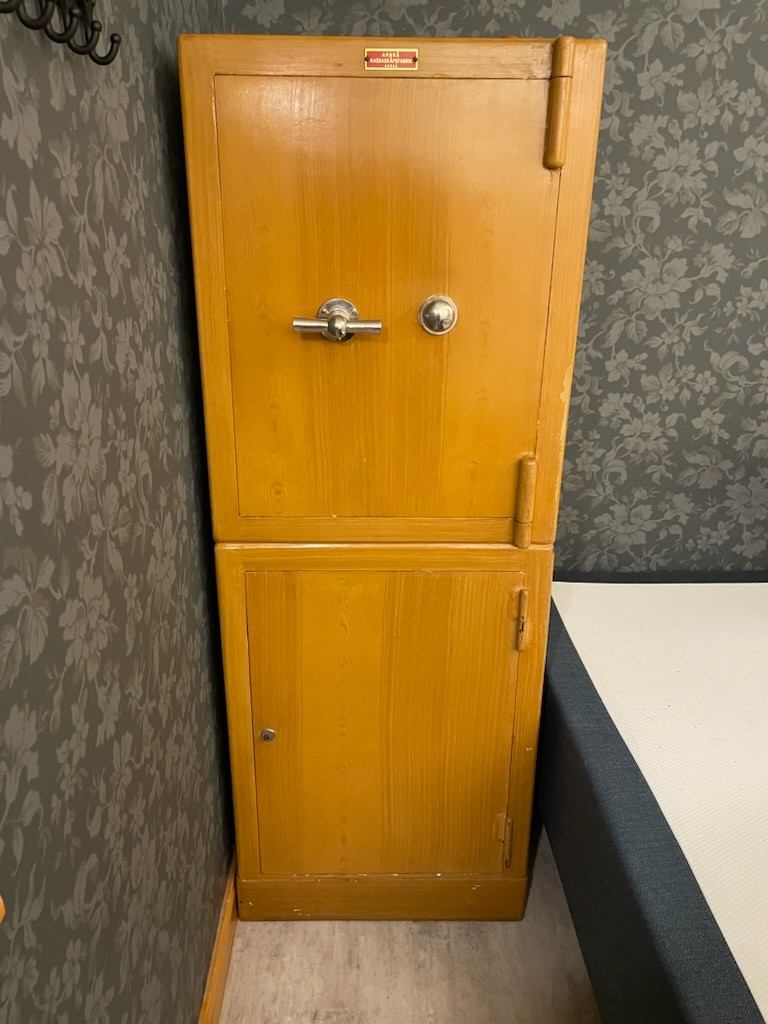
Arbrå Kassaskåpsfabrik, Kassaskåp tillverkat omkring 1950

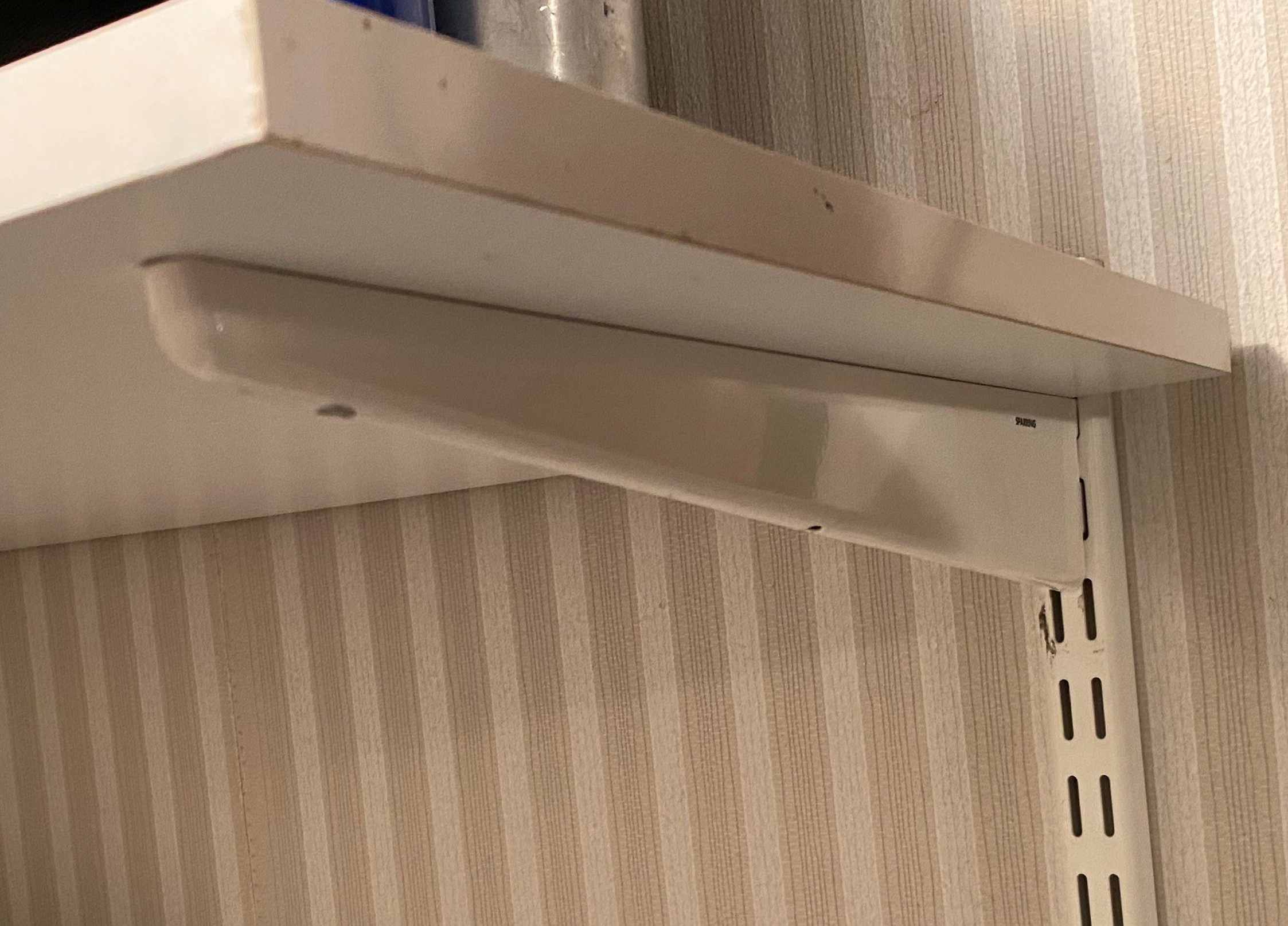
Arbrå Kassaskåpsfabrik, Sparringhyllan introducerad 1961

Arbrå Kassaskåpsfabrik var ett företag i Arbrå som grundades år 1934 och lades ned år 1963.
År 1934 kom David Sparring, född 3 maj 1895 och hans hustru Elsa, från Stockholm till Arbrå och startade tillverkning av kassaskåp i förutvarande ASEA-verkstaden, då nedlagd sedan ett flertal år tillbaka. Elsa var född Strid och härstammade från Kyrkbyn, Arbrå. David hade tidigare, tillsammans med sin yngre bror Birger Sparring, född 28 september 1901 drivit Bröderna Sparrings Kassaskåpsfabrik i Stockholm.

## Kassaskåpstillverkning 1934-1961
Arbetet skedde lagvis med tre man i varje lag. En tid arbetade 15 man vid företaget. Skåpen var byggda av dubbla 1½ mm plåtar och mellanrummet mellan plåtarna var fyllda med ett pulver som kallades kilskur. I slutet av 30-talet övergav man de gamla lokalerna och köpte det nedlagda mejeriet, mittemot järnvägsstationen. Lokalerna var byggda i etage med många små utrymmen och Sparring företog efter en tid en utbyggnad.

## Sparringhyllan 1961-1963
Efter David Sparrings pensionering övertogs verksamheten av sonen Björn, gift med Margareta född Äng från Lillbros i Norränge, Arbrå. Björn avvecklade kassaskåpstillverkningen omkring 1961 och koncentrerade sig på vidareutveckling och tillverkning av ett system för väggmonterade hyllor med flyttbara konsoler, som utvecklats av bröderna David och Birger Sparring 1929. Systemet blev deras mest kända produkt och än i dag kända som Sparring hyllan. 1963 nedlades tillverkningen av Sparringhyllorna i Arbrå och fabriksbyggnaden såldes till Forsbro Yllefabrik.